# Tallulah Bankhead
Tallulah Brockman Bankhead (Huntsville, 31 gennaio 1902 – New York, 12 dicembre 1968) è stata un'attrice statunitense.

## Biografia
Figlia di un politico degli Stati Uniti del Sud, William Brockman Bankhead, e di Adelaide Eugenia "Ada" Sledge, a soli sedici anni vinse un concorso di bellezza e si trasferì a New York con lo scopo di lavorare nel cinema. Nel 1918 debuttò in teatro, rendendosi conto che la sua strada era quella della recitazione. Non riuscì tuttavia a sfondare a Broadway.
Nel 1923 si trasferì a Londra dove ottenne il successo per la sua bellezza e il suo temperamento drammatico in numerose commedie, la prima e più famosa delle quali fu The Dancers (1923). Divenuta una stella delle scene londinesi, sperperò denaro in droghe ed alcolici. Negli anni venti, diventò un'assidua frequentatrice della Tavola rotonda dell'Algonquin, tanto da essere considerata un membro del famoso gruppo di intellettuali che si riuniva nella sala dell'albergo di New York.

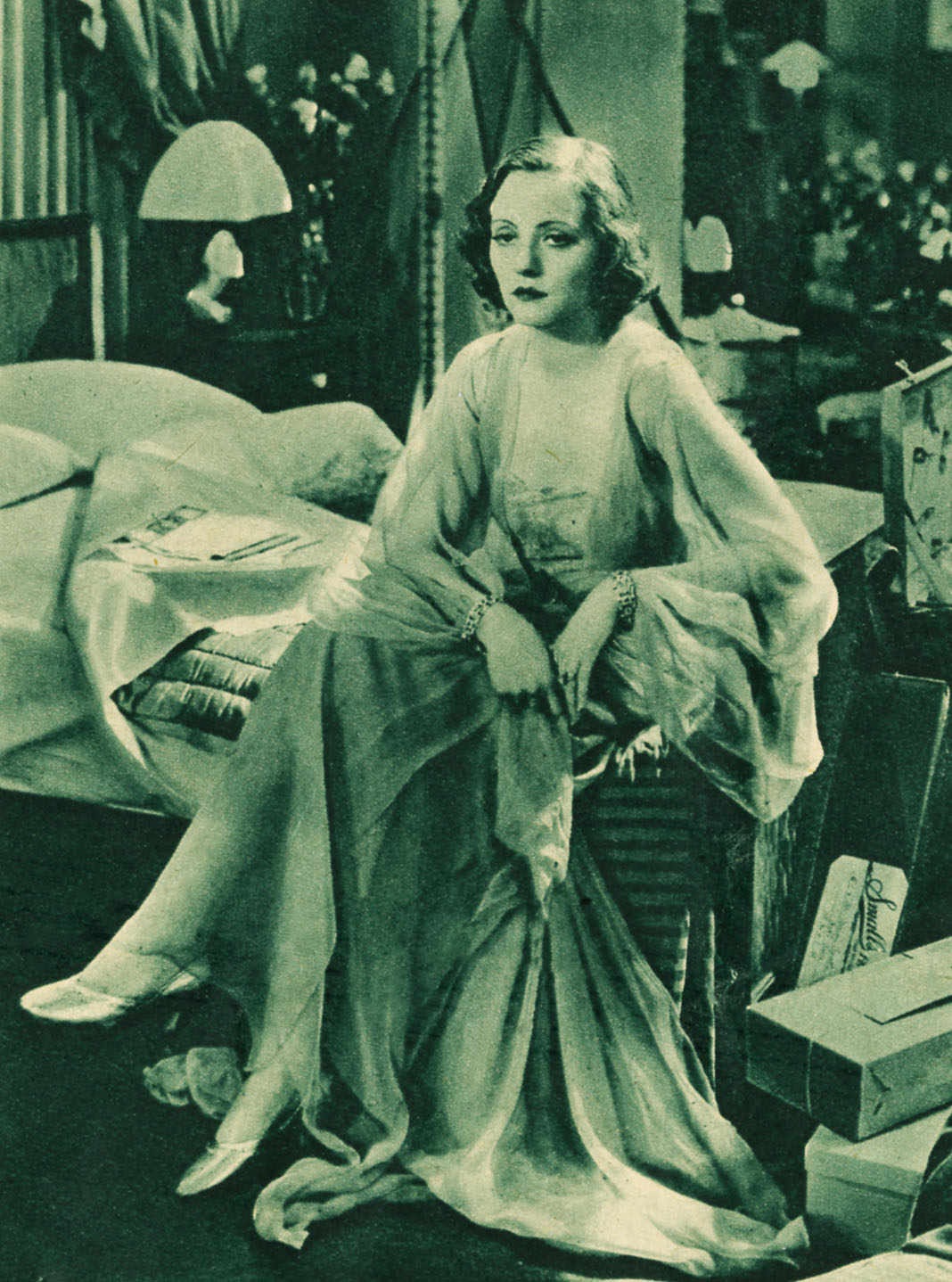
Tallulah Bankhead nel 1931

Chiamata da Hollywood, nel 1931 firmò un contratto con la Paramount per una serie di film, tra cui Il marito ricco (1931) di George Cukor. Insoddisfatta dallo scarso successo della sua carriera cinematografica, decise di tornare al teatro, e nel 1933 sfondò a Broadway nella piéce Forsaking All Others di E.B. Roberts e F.M. Cavett.
Continuò inoltre a far parlare di sé per la sua vita sregolata. Fecero scalpore inoltre le sue numerose, e niente affatto nascoste, relazioni lesbiche, alcune delle quali con nomi famosi, come la cantante jazz Billie Holiday e l'attrice Eva Le Gallienne.
Dopo un periodo professionale non felice, nel 1939 ottenne un grande successo di pubblico e di critica grazie alla sua interpretazione della gelida protagonista del dramma Le piccole volpi di Lillian Hellman, andata in scena a Broadway. Successivamente recitò ancora in diversi drammi: La famiglia Antrobus di Thornton Wilder (1942) e L'aquila a due teste di Jean Cocteau (1947), nonché, nel 1956, una ripresa di Un tram chiamato Desiderio, scritto per lei da Tennessee Williams.
Nel 1944 interpretò il ruolo della cinica giornalista Constance Porter nel film I prigionieri dell'oceano di Alfred Hitchcock, performance che le valse il New York Film Critics Circle Award. Dagli anni cinquanta si dedicò maggiormente alla televisione. La sua ultima interpretazione fu quella di una fanatica religiosa impazzita per la morte del figlio nel film Una notte per morire (1965).
Rovinata dall'abuso di sigarette e di alcolici, si spense a causa di problemi polmonari all'età di sessantasei anni.

## Premi e riconoscimenti
Per il suo contributo all'industria cinematografica, le venne assegnata una stella sulla Hollywood Walk of Fame al 6141 di Hollywood Blvd.

## Filmografia

### Cinema
- Who Loved Him Best?, regia di Dell Henderson (1918)
- When Men Betray, regia di Ivan Abramson (1918) non accreditato
- Thirty A Week, regia di Harry Beaumont (1918) non accreditato
- The Trap, regia di Frank Reicher (1919)
- His House in Order, regia di Randle Ayrton (1928)
- Her Cardboard Lover, regia di Clayton Hutton (1929) Cortometraggio
- Il marito ricco (Tarnished Lady), regia di George Cukor (1931)
- My Sin, regia di George Abbott (1931)
- The Cheat, regia di George Abbott (1931)
- Thunder Below, regia di Richard Wallace (1932)
- Il diavolo nell'abisso (Devil and the Deep), regia di Marion Gering (1932)
- Faithless, regia di Harry Beaumont (1932)
- La taverna delle stelle (Stage Door Canteen), regia di Frank Borzage (1943)
- Prigionieri dell'oceano (Lifeboat), regia di Alfred Hitchcock (1944)
- Scandalo a corte (A Royal Scandal), regia di Otto Preminger (1945)
- Una notte per morire (Fanatic), regia di Silvio Narizzano (1965)
- The Daydreamer, regia di Jules Bass (1965) solo voce

### Televisione
- The United States Steel Hour – serie TV, episodi 1x06-9x18 (1954-1962)
- Schlitz Playhouse of Stars – serie TV, episodio 7x09 (1957)
- The Lucy-Desi Comedy Hour – serie TV, episodio 1x02 (1957)
- General Electric Theater – serie TV, episodio 6x10 (1957)
- The Red Skelton Show – serie TV, episodio 15x13 (1965)
- Batman – serie TV, episodi 2x55-2x56 (1967)

## Doppiatrici italiane
- Lydia Simoneschi in Scandalo a corte, Una notte per morire
- Andreina Pagnani in Prigionieri dell'oceano

## Apparizioni
- La taverna delle stelle (Stage Door Canteen), regia di Frank Borzage (1943) - nella parte di se stessa
- Main Street to Broadway, regia di Tay Garnett (1953) - nella parte di se stessa
- The Casting Couch, regia di John Sealey (1995) - video con filmati di repertorio

## Teatro (parziale)
- Angeli caduti di Noël Coward (1925)
- The Little Foxes di Lillian Hellman (1939)